# عاشقانه‌ای در بروئری‌تاون
عاشقانه‌ای در بروئری‌تاون (انگلیسی: A Brewerytown Romance) یک فیلم صامت کوتاه کمدی است که در سال ۱۹۱۴ منتشر شد. از بازیگران این فیلم می‌توان به اولیور هاردی و ریموند مک‌کی اشاره کرد.